# Guyangan (Bangsri)
Guyangan is een bestuurslaag in het regentschap Jepara van de provincie Midden-Java, Indonesië. Guyangan telt 10.093 inwoners (volkstelling 2010).